# Jagur
Jagur (hebr. יגור) – kibuc położony w Samorządzie Regionu Zewulun, w Dystrykcie Północnym, w Izraelu. Członek Ruchu Kibuców (Ha-Tenu’a ha-Kibbucit).

## Położenie
Leży w Dolinie Zewulon u podnóża masywu Góry Karmel, na wschód od miasta Hajfy.

## Historia
Kibuc został założony w 1922 roku.

## Gospodarka
Gospodarka kibucu opiera się na intensywnym rolnictwie.